# Lycosoides crassivulva
Lycosoides crassivulva là một loài nhện trong họ Agelenidae.
Loài này thuộc chi Lycosoides. Lycosoides crassivulva được J. Denis miêu tả năm 1954.